# Bernadeta Bocek-Piotrowska
Bernadeta Maria Bocek-Piotrowska (* 11. März 1970 in Istebna) ist eine ehemalige polnische Skilangläuferin.

## Werdegang
Bocek-Piotrowska trat international erstmals bei den Weltmeisterschaften 1989 in Lahti in Erscheinung. Dort belegte sie den 38. Platz über 10 km Freistil und den 12. Rang mit der Staffel. Bei den Weltmeisterschaften 1991 im Val di Fiemme lief sie auf den 40. Platz über 5 km klassisch, jeweils auf den 29. Rang über 30 km Freistil und 10 km Freistil und auf den siebten Platz mit der Staffel. Ihre besten Platzierungen bei den Olympischen Winterspielen 1992 in Albertville waren der 23. Platz über 30 km Freistil und der zehnte Rang mit der Staffel. In der Saison 1992/93 holte sie bei den Weltmeisterschaften 1993 in Falun jeweils mit dem 23. Platz über 5 km klassisch und in der anschließenden Verfolgung und dem siebten Platz über 30 km Freistil ihre ersten Weltcuppunkte und mit dem 38. Platz im Gesamtweltcup ihr bestes Gesamtergebnis. Dieser siebte Platz war zugleich ihr bestes Einzelergebnis im Weltcup. Ihre besten Platzierungen bei den Olympischen Winterspielen 1994 in Lillehammer waren der 18. Platz über 15 km Freistil und der achte Rang mit der Staffel und bei den Weltmeisterschaften 1997 in Trondheim der 35. Platz in der Verfolgung und der 13. Rang mit der Staffel. Ihre letzten internationalen Rennen absolvierte sie bei den Olympischen Winterspielen 1998 in Nagano. Dort kam sie auf den 43. Platz in der Verfolgung, auf den 39. Rang über 5 km klassisch und jeweils auf den 33. Platz über 15 km klassisch und 30 km Freistil. Zudem errang sie dort zusammen mit Katarzyna Gębala, Dorota Kwaśny und Małgorzata Ruchała den 13. Platz in der Staffel.
Bei polnischen Meisterschaften siegte Bocek-Piotrowska jeweils viermal mit der Staffel (1993, 1994, 1996, 1997), über 30 km Freistil (1992, 1993, 1996, 1998) und über 10 km Freistil (1989, 1994, 1996, 1997), jeweils zweimal über 5 km klassisch (1993, 1997), 15 km klassisch (1993, 1997) und jeweils einmal über 5 km Freistil (1990), 15 km Freistil (1994) und in der Mixed-Staffel (1993).

## Teilnahmen an Weltmeisterschaften und Olympischen Winterspielen

### Olympische Winterspiele
- 1992 Albertville: 10. Platz Staffel, 23. Platz 30 km Freistil, 24. Platz 15 km klassisch, 27. Platz 10 km Verfolgung, 36. Platz 5 km klassisch
- 1994 Lillehammer: 8. Platz Staffel, 18. Platz 15 km Freistil, 22. Platz 10 km Verfolgung, 31. Platz 5 km klassisch, 34. Platz 30 km klassisch
- 1998 Nagano: 13. Platz Staffel, 33. Platz 15 km klassisch, 33. Platz 30 km Freistil, 39. Platz 5 km klassisch, 43. Platz 10 km Verfolgung

### Nordische Skiweltmeisterschaften
- 1989 Lahti: 12. Platz Staffel, 38. Platz 10 km Freistil
- 1991 Val di Fiemme: 7. Platz Staffel, 29. Platz 30 km Freistil, 29. Platz 10 km Freistil, 40. Platz 5 km klassisch
- 1993 Falun: 7. Platz 30 km Freistil, 11. Platz Staffel, 22. Platz 10 km Verfolgung, 23. Platz 5 km klassisch, 31. Platz 15 km klassisch
- 1997 Trondheim: 13. Platz Staffel, 35. Platz 10 km Verfolgung, 40. Platz 15 km Freistil, 44. Platz 30 km klassisch, 49. Platz 5 km klassisch

## Weltcup-Gesamtplatzierungen
| Saison  | Gesamt | Gesamt | Sprint | Sprint |
| Saison  | Punkte | Platz  | Punkte | Platz  |
| ------- | ------ | ------ | ------ | ------ |
| 1992/93 | 45     | 38.    | -      | -      |
| 1993/94 | 22     | 40.    | -      | -      |
| 1996/97 | 21     | 52.    | 21     | 40.    |